# Santiago Maior (Santiago)
Santiago Maior é uma freguesia de Cabo Verde. Pertencente ao concelho de Santa Cruz e à ilha de Santiago. A sua área coincide com a Paróquia de Santiago Maior, e o feriado religioso é celebrado em 25 de julho, dia da São Tiago

## Estabelecimentos
The municipality consists of one freguesia (civil parish), Santiago Maior. The freguesia is subdivided into the following settlements:
- Achada Belbel (pop: 767)
- Achada Fazenda (pop: 2 592)
- Achada Igreja (pop: 142)
- Achada Lage (pop: 686)
- Achada Ponta (pop: 403)
- Boaventura (pop: 424)
- Boca Larga (pop: 186)
- Cancelo do Este (pop: 2 042)
- Chã da Silva (pop: 1 152)
- Julangue
- Librão (pop: 297)
- Matinho (pop: 737)
- Monte Negro (pop: 562)
- Pedra Badejo (pop: 9 859)
- Porto Madeira (pop: 400)
- Rebelo (pop: 153)
- Renque Purga (pop: 904)
- Ribeira Seca (pop: 720)
- Ribeirão Almaço (pop: 158)
- Ribeirão Boi (pop: 388)
- Rocha Lama (pop: 724)
- Saltos Abaixo (pop: 535)
- Santa Cruz (pop: 2 019)
- São Cristovåo (pop: 442)
- Serelho (pop: 293)